# Limite (Campi Bisenzio)
Limite is een plaats (frazione) in de Italiaanse gemeente Campi Bisenzio in de metropolitane stad Florence.
Het plaatsje ligt ingesloten door wegen bij een verkeersknooppunt van de E35 en de E76.